# Classe Cheonghaejin
La classe Cheonghaejin (coréen :청해진급 잠수함 구조함, hanja :淸海鎭級潛水艦救助艦) est une classe de navire auxiliaire de type Submarine rescue ship (ASR, système de désignation des bâtiments de l'US Navy) de la marine de la République de Corée (ROKN).

## Historique
Un seul navire a été construit dans sa classe, le ROKS Cheonghaejin (ASR 21), en 1995. Ses opérations comprennent le sauvetage de marins piégés dans des sous-marins, le soutien aux opérations navales pour les sous-marins, le soutien à la recherche et à la cartographie sous-marines et la récupération des navires coulés. Il est équipé d'un véhicule de sauvetage en immersion profonde (DSRV) qui fonctionne jusqu'à 500 mètres (1600 pieds) et d'une chambre de sauvetage pouvant contenir jusqu'à neuf personnes. Il est aussi équipé d'un Véhicule sous-marin téléguidé (ROV) pouvant plonger jusqu'à 3,000 m de profondeur.
Une fois les neuf sous-marins de la classe Son Won-yil livrés à la marine de la République de Corée, un autre navire ASR de la même classe devrait être construit.

### Opérations notables
- Sauvetage d'un sous-marin de classe Yugo de Corée du Nord en 1998
- Renflouement d'un patrouilleur de la classe Chamsuri qui avait été coulé lors de la seconde bataille de Yeonpyeong en 2002 avec la Corée du Nord.

## Unités
| Nom                 | N° coque | Constructeur                             | Lancement        | Mise en service   | Statut |
| ------------------- | -------- | ---------------------------------------- | ---------------- | ----------------- | ------ |
| Cheonghaejin 청해진 | ASR-21   | Daewoo Shipbuilding & Marine Engineering | 29 novembre 2016 | 18 septembre 2018 | Actif  |

## Galerie

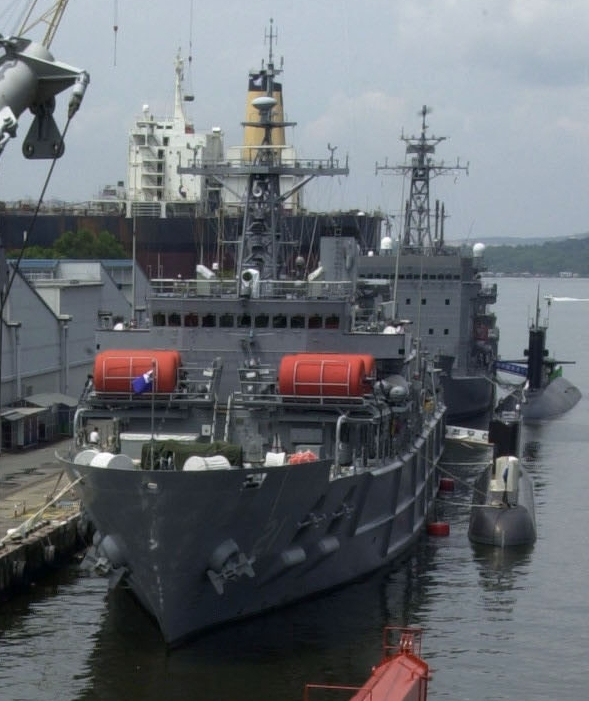
ROKS Cheonghaejin
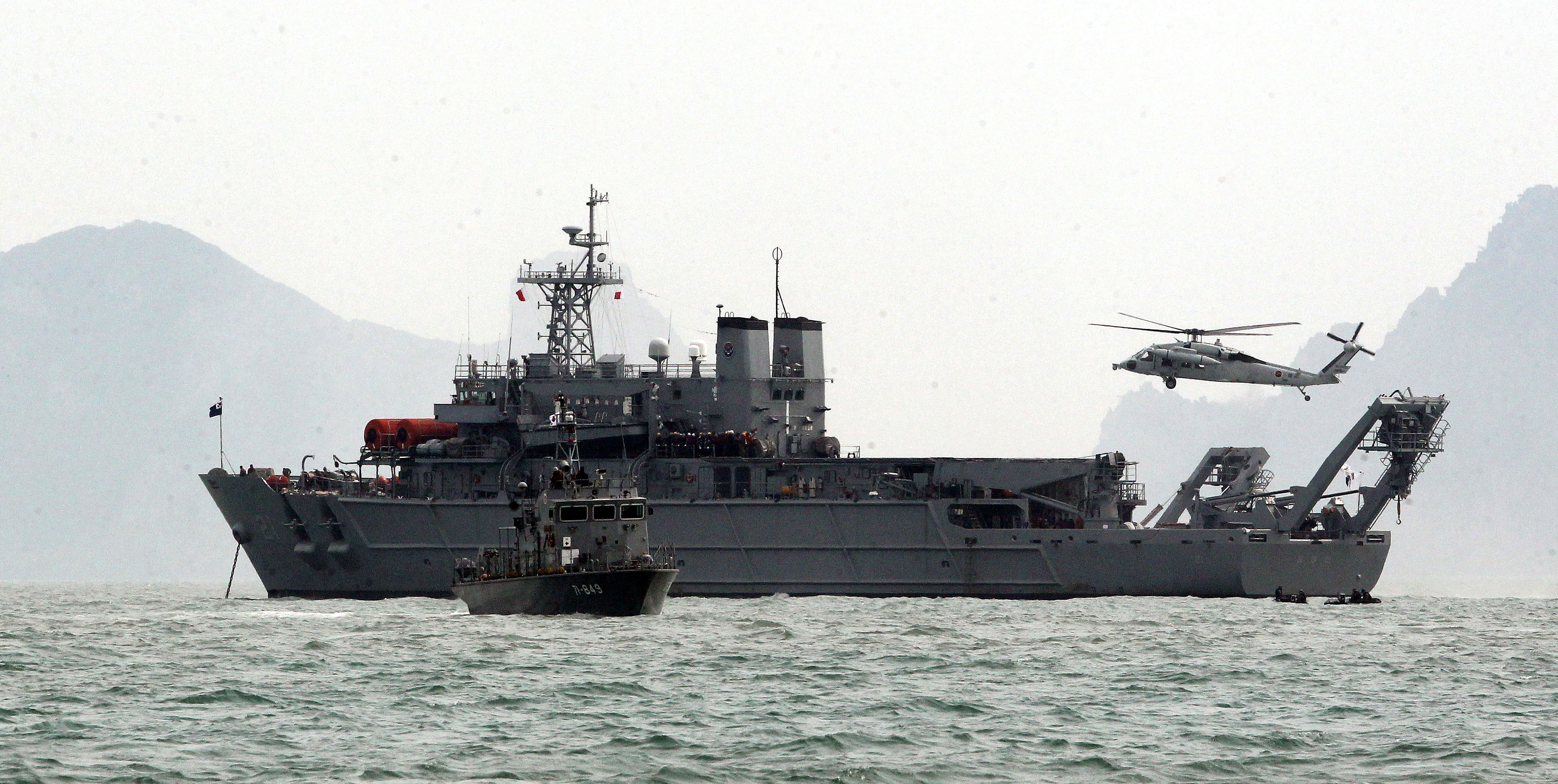
ROKS Cheonghaejin